# Granicka
Granicka (575 m n.p.m.) – szczyt w Górach Sanocko-Turczańskich.
Masyw Granickiej położony jest w zachodniej części Gór Słonnych i razem z usytuowaną na zachód od niego grupą Orlego Kamienia (518 m n.p.m.) oraz sąsiadującą od wschodu Paprocią tworzy tzw. Pasmo Olchowieckie. Od zachodu i północnego zachodu jest ograniczony doliną Olchowskiego Potoku; na północy z głównym grzbietem Gór Słonnych łączy go przełęcz, na północnym wschodzie oraz wschodzie granicą jest potok Wujski. Na południu masyw sąsiaduje z szeroką doliną Sanu.
Grzbiet Granickiej ma długość ok. 5 km (w linii prostej) i rozciąga się z północnego zachodu na południowy wschód. Odbiegają od niego na zachodnim skraju oraz z najwyższego wierzchołka w kierunku zachodnim dwa ramiona obejmujące dolinę niewielkiego potoku. Najwyższy punkt znajduje się w centralnej części, oprócz niego jest jeszcze kilka niewybitnych kulminacji, wznoszących się zaledwie o kilka metrów nad sąsiednie przełęcze. Masyw jest całkowicie zalesiony, na południowym stoku w 1996 r. powstał leśny rezerwat przyrody Polanki obejmujący buczynę karpacką.

## Szlaki turystyczne
Sanok – Międzybrodzie – Orli Kamień – Mrzygłód – Ulucz – Dobra – Hołuczków – Słonna (639 m n.p.m.) – Granicka – Sanok
 ścieżka przyrodnicza w rezerwacie Polanki